# Kōnstantinos Kōnstantinidīs
Kōnstantinos Kōnstantinidīs, detto Kōstas (in greco: Κωνσταντίνος "Κώστας" Κωσταντινίδης; Schorndorf, 31 agosto 1972), è un allenatore di calcio ed ex calciatore greco, di ruolo difensore.

## Carriera

### Club
Cresce nelle giovanili dell'Aris Salonicco tra il 1990 ed il 1994, per poi essere ingaggiato come professionista dall'Omilos Filathlōn Īrakleiou, squadra con sede a Heraklion, nell'isola di Creta. In due stagioni, grazie al buon rendimento conquista anche la nazionale, realizza 7 gol in 60 presenze nel campionato ellenico e quindi passa alla più blasonata Panathīnaïkos, neo campione di Grecia per la stagione 1996-1997.
Nella squadra di Atene arriva nel periodo di secca del club, sovrastato in quegli anni da Olympiakos ed AEK Atene. Nelle 3 stagione con i verde-bianco trova meno spazio del previsto, a causa anche dello scarso rendimento rispetto alle attese. La società quindi lo mette sul mercato e per 1.300.000 euro arriva l'accordo con i tedeschi dell'Hertha Berlino, in Bundesliga. Nella capitale tedesca torna quello di una volta e gioca con più costanza. Esordisce il 15 agosto 1999 nella vittoria contro l'Hansa Rostock per 5-2. La prima realizzazione verrà rinviata solo a dicembre nel match casalingo pareggiato in rimonta, grazie al suo gol, contro il Monaco 1860.
Nell'estate del 2001 arriva anche l'esperienza inglese nelle file del Bolton. Si chiuderà tutto con 3 presenze in campionato e un ruolo da emarginato. Torna così in Germania, terra che l'aveva accolto e fatto rinascere. Così arriva prima l'esperienza nell'Hannover 96 e poi quella nel Colonia.
Per la fine della sua carriera decide di tornare all'Omilos Filathlōn Īrakleiou per un paio di stagione e concludere nel Nea Salamis.

### Nazionale
Dal 1995 al 2003 è nel giro della nazionale greca, con la cui maglia ottiene 38 presenze e realizza 1 rete.

## Palmarès

### Giocatore

#### Competizioni nazionali
- Coppa di Lega tedesca: 1

Hertha Berlino: 2001